# セックス・マシーン (曲)
「セックス・マシーン」（Get Up (I Feel Like Being a) Sex Machine）は、ジェームス・ブラウンが1970年に発表した楽曲。
ローリング・ストーンの選ぶオールタイム・グレイテスト・ソング500（2021年版）では196位にランクされている。

## 概要
ジェームス・ブラウンは1970年3月に新しいバンド、JBズを結成。「セックス・マシーン」はJBズと共にレコーディングされた最初の作品の一つである。1970年4月25日、ナッシュビルのスターデイ・キング・スタジオで録音された。ブラウンとボビー・バードは曲の終盤で、エルモア・ジェームスの「シェイク・ユア・マネーメイカー」を歌う。間奏のピアノはブラウン自身が弾いている。レコーディングは2テイクで完成した。
同年6月、シングルA面を「パート1」、B面を「パート2」として発表。ビルボード・Hot 100で15位を記録。また、ビルボードのHot R&B Singlesチャートで2位、イギリスで32位を記録した。
同年9月に発売されたライブ・アルバム『Sex Machine』に10分48秒のバージョンが収録されるが、これはスタジオでレコーディングされたものに効果音や歓声をかぶせて実況録音風にしたバージョンである。
1986年、イエロー・マジック・オーケストラ散開後に細野晴臣が率いたグループ、「フレンズ・オブ・アース（F.O.E.）」がアルバム『SEX, ENERGY & STAR』でテクノファンク調にリメイクし、ゲスト・ヴォーカルにジェームス・ブラウン本人とメイシオ・パーカーがサックスで来日中の2月9日にレコーディング。後に「ジェームス・ブラウン & F.O.E」としてシングル・カットもされた。その関係もあり、1986年2月のジェームス・ブラウン来日時に前座としてF.O.Eが参加、保守的なJBのファンから罵声、怒号、大ブーイングを浴びた。
1993年には、「セックス・マシーン'93」というタイトルでセルフカバー。日本では日清食品「カップヌードル MISO」のCMソングとして使用され、CM内ではブラウン本人が出演した。
イギー・ポップが1996年にカバーしている。

## 演奏者
- ジェームス・ブラウン - ボーカル、ピアノ
- キャットフィッシュ・コリンズ - ギター
- ブーツィー・コリンズ - ベース
- ジャボ・スタークス - ドラムズ
- チキン・ガネルズ - トランペット
- ハッサン・ジャミソン - トランペット
- ロバート・マコラフ - テナー・サックス
- ボビー・バード - ハモンドオルガン、ボーカル